# Suaeda splendens
Suaeda splendens é uma espécie de planta com flor pertencente à família Chenopodiaceae. 
A autoridade científica da espécie é (Pourr.) Gren. & Godr., tendo sido publicada em Flore de France 3: 30. 1855.

## Portugal
Trata-se de uma espécie presente no território português, nomeadamente em Portugal Continental.
Em termos de naturalidade é nativa da região atrás indicada.

## Protecção
Não se encontra protegida por legislação portuguesa ou da Comunidade Europeia.